# Saša Vujačić
Aleksandar "Saša" Vujačić (Maribor, Slovenija, 8. ožujka 1984.) slovenski je profesionalni košarkaš. Igra na poziciji beka šutera, a trenutačno je član NBA momčadi New Jersey Netsa. Izabran je u 1. krugu (27. ukupno) NBA drafta 2004. od strane Los Angeles Lakersa.

## Rana karijera
Vujačić je svoju profesionalnu karijeru započeo u dobi od 16 godina, u klubu Snaidero Cucine Udine. Bio je član mlade momčadi slovenske reprezentacije, a prijavio se na draft 2004.

## NBA

### Los Angeles Lakers
Izabran je kao 27. izbor prve runde NBA drafta 2004. od strane Los Angeles Lakersa. Tijekom sezone 2005./06. Vujačić se iskazao i pogodio ključnu tricu u produžetku za pobjedu Lakersa nad Utah Jazzom. Tijekom sezone 2006./07. Vujačić se ponovno istaknuo i pogodio odlučujuću tricu za pobjedu Lakersa i prekinuće serije od 13 pobjeda zaredom od strane Dallas Mavericksa. Tijekom sezone 2007./08. u utakmici s Denver Nuggetsima, Vujačić je ostvario učinak karijere od 22 poena i ponovio ga nekoliko mjeseci kasnije u utakmici s Toronto Raptorsima. Tijekom 3. utakmice NBA finala protiv Boston Celticsa, Vujačić je ostvario učinak karijere u doigravanju postigavši 20 poena ulazivši s klupe. 25. srpnja 2008. Vujačić je potpisao trogodišnji ugovor s Lakersima vrijedan 15 milijuna američkih dolara. U NBA finalu protiv Orlando Magica bio je od velike pomoći Bryantu i društvu u osvajanju 15. NBA naslova u povijesti kluba. Time je postao tek treći Slovenac s ovom titulom. U 6. utakmici NBA finala 2010., Vujačić je predvodio klupu Lakersa s 9 poena, a u 7. utakmici iste serije, s vodstvom od samo dva poena, Vujačić postiže dva ključna slobodna bacanja i povisuje vodstvo za konačnu pobjedu Lakersa nad Bostonom 83:79.

### New Jersey Nets
15. prosinca 2010. Vujačić je, kao dio velike zamjene, mijenjan u New Jersey Netse.

## Privatni život
Vujačić ima sestru Ninu i brata Aljošu. Uz to što se bavi košarkom u slobodno vrijeme uživa igrati i odbojku, tenis i nogomet. Otac Vaso je košarkaški trener.

## NBA statistika

### Regularni dio
| Godina    | Klub        | Odig. uta. | Uta. poč. | Min. | 2P%  | 3P%  | Sl. bac.% | Skok. | Asist. | Ukr. lop. | Blok. | Poena |
| --------- | ----------- | ---------- | --------- | ---- | ---- | ---- | --------- | ----- | ------ | --------- | ----- | ----- |
| 2004./05. | L.A. Lakers | 35         | 3         | 11.5 | .282 | .270 | .947      | 1.8   | 1.5    | .3        | .1    | 2.9   |
| 2005./06. | L.A. Lakers | 82         | 4         | 17.7 | .346 | .343 | .885      | 1.9   | 1.7    | .6        | .0    | 3.9   |
| 2006./07. | L.A. Lakers | 73         | 4         | 12.8 | .392 | .373 | .878      | 1.5   | .9     | .6        | .0    | 4.3   |
| 2007./08. | L.A. Lakers | 72         | 0         | 17.8 | .454 | .437 | .835      | 2.1   | 1.0    | .5        | .1    | 8.8   |
| 2008./09. | L.A. Lakers | 80         | 0         | 16.2 | .387 | .363 | .921      | 1.7   | 1.4    | 1.0       | .1    | 5.8   |
| Ukupno    |             | 342        | 11        | 15.7 | .392 | .377 | .882      | 1.8   | 1.3    | .6        | .0    | 5.3   |

### Doigravanje
| Godina    | Klub        | Odig. uta. | Uta. poč. | Min. | 2P%  | 3P%  | Sl. bac.% | Skok. | Asist. | Ukr. lop. | Blok. | Poena |
| --------- | ----------- | ---------- | --------- | ---- | ---- | ---- | --------- | ----- | ------ | --------- | ----- | ----- |
| 2005./06. | L.A. Lakers | 7          | 0         | 18.4 | .423 | .600 | 1.000     | 2.4   | .9     | .6        | .0    | 6.0   |
| 2006./07. | L.A. Lakers | 4          | 0         | 10.8 | .556 | .250 | .000      | 1.0   | .8     | .2        | .0    | 2.8   |
| 2007./08. | L.A. Lakers | 21         | 0         | 21.7 | .399 | .392 | .857      | 2.2   | .8     | .6        | .2    | 8.1   |
| 2008./09. | L.A. Lakers | 23         | 0         | 10.9 | .264 | .314 | .833      | 1.4   | .5     | .4        | .2    | 3.0   |
| Ukupno    |             | 55         | 0         | 15.9 | .360 | .383 | .885      | 1.8   | .7     | .5        | .2    | 5.3   |

## Vanjske poveznice
- Službena stranica  Arhivirana inačica izvorne stranice od 29. prosinca 2017. (Wayback Machine)
- Profil na NBA.com
- Profil  Arhivirana inačica izvorne stranice od 23. veljače 2017. (Wayback Machine) na Basketball-Reference.com